# Утухенгаль
Утухенгаль — шумерський правитель, належав до так званої V династії Урука. За відомостями шумерського «Царського списку» Утухенгаль правив 7 років 6 місяців і 15 днів, сучасні історики його правління датують 2116—2109 чи 2111—2104 роками до нашої ери.

## Життєпис
Походив з простолюду — за легендою його батько займався в'яленням риби. Працював дрібним чиновником. Висунувся під час повстання проти гутіїв за його ж надписом рішення про війну з гутіями «зрадувало громадян Урука і Кулаба, його місто, як одна людина стало за нього». Пізніше це повстання переросло у всешумерське, хоч не усі міста приєдналися до боротьби. Судячи з того, що згідно з «Царським списком» останній гутійський цар Тірікан правив лише 40 днів, Утухенгаль можливо зумисне підібрав час збройного виступу якраз тоді коли вороги були ослаблені сум'яття престолонаслідування. Для того щоб застати ворога зненацька було затримано гутійський послів відправлених до Утухенгаля. У вирішальній битві шумерське військо під проводом Утухенгаля розбило армію гутіїв. Сам Тірікан пішки втік з поля бою в місто Дубрум, але жителі міста видали його переможцю. Останній гутійський цар потрапив до полону і був страчений разом з родиною, а гутії вигнані з Межиріччя. Утухенгаль претендував на роль всешумерського геегмона і об'єднав усе Нижнє Межиріччя під своєю владою та прийняв титул «царя чотирьох сторін світу». Визволитель Шумеру несподівано загинув оглядаючи канал на березі якого обвалилася велика брила землі — Утухенгаль впав у воду і втонув. Принаймні так розповідає про його смерть пізня легенда, одні сучасні вчені довіряють їй, інші ж вважають, що ймовірно він став жертвою змови, а його смерть подали як нещасний випадок. Після його смерті Шумер об'єднав під своєю владою сподвижник Утухенгаля в боротьбі з гутіями і суперник в боротьбі за владу Ур-Намму який заснував III династію Уру.